# Haracsi Lajos
Haracsi Lajos (Toponár, 1898. április 9. – Sopron, 1978. március 13.) erdőmérnök, egyetemi tanár, a mezőgazdasági tudományok kandidátusa (1951).

## Életrajza
Toponáron született 1898. április 9-én. Tanulmányait a soproni Bányamérnöki és Erdőmérnöki Főiskolán végezte. 1924-ben szerzett erdőmérnöki oklevelet. 1927-ig a főiskolán volt tanársegéd, 1928-ban áthelyezték a miskolci erdőigazgatósághoz, ahol magasépítési munkákat végzett, innen a kaposvári erdőigazgatósághoz került erdőművelési munkakörbe.
Tanulmányait 1935-től államerdészeti ösztöndíjjal a budapesti Pázmány Péter Tudományegyetemen folytatta, 1937-ben Adatok a levéltetvek biológiájához címmel itt szerzett doktori oklevelet. Ezt követően a soproni Erdészeti Kutató Intézetben dolgozott erdővédelmi témakörökben és irányította a Tanulmányi Erdőgondnokság munkáját is. Munkája mellett magántanári képesítést is szerzett a József Nádor Műszaki- és Gazdaságtudományi Egyetem bánya-, kohó- és erdőmérnöki karán.
1945 után a Magyar Állami Erdőgazdasági Üzemek (MÁLLERD) kaposvári erdőigazgatóságán dolgozott, igazgatói, majd vezérigazgatói beosztásban. 1950-ben a Földművelésügyi Minisztériumban az erdészeti főosztály erdészeti osztályát vezette.
1951-ben visszakerült Sopronba, ahol 1968-ban történt nyugdíjba vonulásáig az erdővédelemtani tanszék tanszékvezető tanára volt. A soproni egyetemen, illetve annak jogelőd intézményében néhány éven át az igazgatói, igazgatóhelyettesi és dékáni teendőket is ellátta. Az Erdészeti és Faipari Egyetem 1970-ben díszdoktorává avatta.

## Munkássága
1926 óta tagja és tevékeny vezetője volt az Országos Erdészeti Egyesületnek, 1949-ben elnöke. Egyesületi munkáját 1966-ban Bedő-díjjal ismerték el.
Több könyve és mintegy félszáz tudományos dolgozata jelent meg. Szakcikkei tudományos sokoldalúságát mutatják.

## Főbb munkái
- Adatok a levéltetvek biológiájához (Sopron, 1937)
- A magyar erdők gomba- és rovarkárosítói (Erdészeti Zsebnaptár, Budapest, 1943)
- Erdővédelemtan (Budapest, 1953)
- Erdészeti növénykórtan (Budapest, 1969)